# ニシクイガメ属
ニシクイガメ属（ニシクイガメぞく、Malayemys）は、爬虫綱カメ目イシガメ科に含まれる属。

## 分布
カンボジア、タイ王国、ベトナム南部、マレーシア（マレー半島）。ラオスにも分布するが種は不明、ミャンマー南部にも分布する可能性あり。インドネシア（ジャワ島、スマトラ島）に移入されているが、スマトラ島では絶滅した可能性が高い。
属名Malayemysは「マレーのカメ、マライ区のカメ」の意。

## 形態
最大甲長21センチメートル（ニシクイガメ分割以前の測定値で2種のうちどちらかは不明）。オスよりもメスの方が大型になる。椎甲板（第1-5椎甲板）と肋甲板（第1-3肋甲板）に筋状の盛り上がり（キール）があり、特に椎甲板のキールが発達する。縁甲板は尖らず、左右の第12縁甲板の間に切れ込みが入る。背甲の色彩は明褐色、赤褐色、暗褐色、黒褐色、黒。縁甲板の外縁は黄色や淡黄色、灰色、白。腋下甲板や鼠蹊甲板はやや小型で、腋下甲板よりも鼠蹊甲板の方が大きい。腹甲は大型で、細長い。左右の股甲板の間に切れ込みが入る。腹甲の色彩は淡黄色や黄色、黄褐色で、甲板ごとに黒色斑が入る。
頭部は大型で、貝類を噛み砕くのに適している。吻端は突出し、上顎の先端は凹む。咬筋が発達し、咬合面は幅広い。頭部背面の前方は大型鱗で覆われるが、後方は小型鱗で覆われる。頭部の色彩は黒く、黄色や淡黄色の筋模様が左右に2-3本ずつ入る。鼻孔下部にも数本の縦縞が入る。指趾は長くないが、指趾の間に水かきが発達する。
オスは左右の股甲板の間の切れこみが深い、かつ狭くアルファベットの「V」字状。尾が太くて長く、尾をまっすぐに伸ばした状態では総排泄口全体が背甲の外側に位置する。メスは左右の股甲板の間の切れこみが浅い、かつ幅広くアルファベットの「U」字状。尾が細くて短く、尾をまっすぐに伸ばしても総排泄口が背甲よりも内側にある。

## 分類
核DNAやミトコンドリアDNAの分子系統学的解析ではアジアカワガメ属、カンムリガメ属、コガタセタカガメ属、ハミルトンガメ属、ボルネオカワガメ属、メダマガメ属と単系統群を形成し、特にボルネオカワガメ属に最も近縁とされる。
ニシクイガメ（M. subtrijuga）のみで本属を構成していたが、2004年にマレー半島の個体群がシノニムとされていたM. macrocephalaとして独立種になった。
- Malayemys macrocephala　マレーニシクイガメ　Malayan snail-eating turtle
- Malayemys subtrijuga　インドシナニシクイガメ　Indochinese snail-eating turtle

## 生態
沼地、湿原などに生息するが、流れの緩やかな河川、池、水路、水田などにも生息する。水底を徘徊するようにして活動する。
主に巻貝を食べるが、メスの大型個体は二枚貝も食べる。魚類や無脊椎動物も食べると考えられている。和名のニシクイはタニシ食いの意。
繁殖形態は卵生。1回に3-4個の卵を産む。

## 人間との関係
生息地では食用とされることもある。
開発による生息地の破壊、水質汚染、食用の乱獲などにより生息数は減少している。2005年にニシクイガメとしてワシントン条約附属書IIに掲載された（2012年現在は本属の構成種は2種ともワシントン条約附属書IIに掲載されているが、属単位では掲載されていない。）
ペットとして飼育されることもあり、日本にも輸入されている。主にマレーニシクイガメが流通する。以前は野生個体の成体が流通し、粗雑に扱われたこと、感染症や内部寄生虫による体調不良、巻貝しか食べず他の餌に餌付かないことから飼育の非常に難しい種とされた。近年はマレーニシクイガメの卵を採取して孵化させたと思われる個体が飼育下繁殖個体として流通し、感染症や内部寄生虫の危険が減ったこと、幼体からなら巻貝以外の配合飼料など餌にも餌付くことがあるため以前よりは飼育難易度は低くなった。水質の悪化に弱いため、濾過を機能させるなどして清涼な水質を維持するようにする。餌付かない個体には巻貝を与えると食べることもあるが、野外で採集した巻貝の体内には寄生虫がいるため注意が必要。性質は臆病で餌を食べるのが遅いため、基本的に単独で飼育する。